# Metabiografie
Eine Metabiografie oder Metabiographie beschäftigt sich mit der Beziehung von biografischen Darstellungen zum zeitlichen, geografischen, institutionellen, intellektuellen oder ideologischen Standort ihres Verfassers.
Metabiografik ist eine Hermeneutik der Biografik. Sie betrachtet die biografierte Person als ein kollektives Konstrukt unterschiedlicher Erinnerungskulturen und trägt dadurch der grundsätzlichen Instabilität historischer Lebensbeschreibungen Rechnung. Zudem betrachten Metabiografien die Gattungskonventionen der traditionellen Biografik und thematisieren diese auf unterschiedliche Art und Weise.
Mit den Worten von Steven Shapin betont die Metabiografik, „dass sich wandelnde biografische Traditionen dazu führen, dass eine Person mehrere Lebensgeschichten hat“, von denen keine notwendigerweise mehr Anspruch auf Realität erheben kann, denn sie alle sind „entsprechend den Empfindlichkeiten und Bedürfnissen der wechselnden kulturellen Rahmenbedingungen gestaltet und umgestaltet“. In dieser Hinsicht ist Metabiografik Ausdruck der Überzeugung, dass historische Erkenntnis stets betrachterabhängig ist.

## Metabiografie vs. Biografie
Schon immer haben Biografen zur Vorbereitung ihrer eigenen Arbeit ältere biografische Darstellungen der von ihnen behandelten Person herangezogen. Bei der Beschäftigung mit ihren Vorgängern verfolgten diese Autoren etwa das Ziel, die sachliche Unzulänglichkeit älterer Forschungen zu demonstrieren und überlieferte „Mythen“ und „Irrtümern“ zu widerlegen, oder sie nutzen sie einfach nur als Grundlage für eine neue, „endgültige“ Darstellung. Metabiografik geht indessen über die Analyse der Stärken und Schwächen der vorangehenden Untersuchungen zu einer bestimmten Lebensgeschichte hinaus. Es geht ihr weniger um den Wahrheitsanspruch biografischer Darstellungen als um deren unvermeidlichen relationalen Charakter.
Es ist vorgebracht worden, dass in der Wissenschaftsgeschichte Metabiografik eine lange, fünfzig Jahre zurückreichende Tradition habe, die von Henry Guerlacs Studie über Antoine Laurent de Lavoisier und seine Biografen bis zu Rupert Halls Neuausgabe von Newton-Biografien aus dem 18. Jahrhundert und darüber hinaus reiche. Für diese Forscher hatte die Beschäftigung mit älteren Biografen eine propädeutische Funktion in Hinblick auf die biografischen Werke ihrer eigenen Epoche. Sie verfolgten keinen relationalen Ansatz und verfügen somit nicht über das entscheidende Merkmal metabiografischer Untersuchungen.

## Metabiografien aus dem Bereich der allgemeinen Geschichtsschreibung
Im Bereich der Künstler- und Schriftstellerbiografik findet sich der metabiografische Ansatz z. B. in einer Untersuchung von David Dennis über Ludwig van Beethoven (1770–1827) und von Lucasta Miller (2001), die ihn erfolgreich am Beispiel von Emily Brontë (1818–48) anwandte.
Keine Metabiografie ist hingegen Gordon S. Woods Arbeit über die Amerikanisierung Benjamin Franklins, obwohl die Franklin-Literatur eine ideale Materialgrundlage für eine derartige Untersuchung darstellen würde.

## Metabiografien aus dem Bereich der Historiografie der Naturwissenschaften
Beispiele für Metabiografien über Naturwissenschaftler sind „The nine lives of Gregor Mendel“ von Jan Sapp, Newton: the Making of Genius von Patricia Fara und Alexander von Humboldt: a Metabiography von Nicolaas Rupke. James Moore und Ralph Colp haben den metabiografischen Ansatz auf Charles Darwin angewandt. Eine metabiografische Tendenz ist auch im Reader’s Guide to the History of Science (2000) erkennbar.